# Christine Dewerny

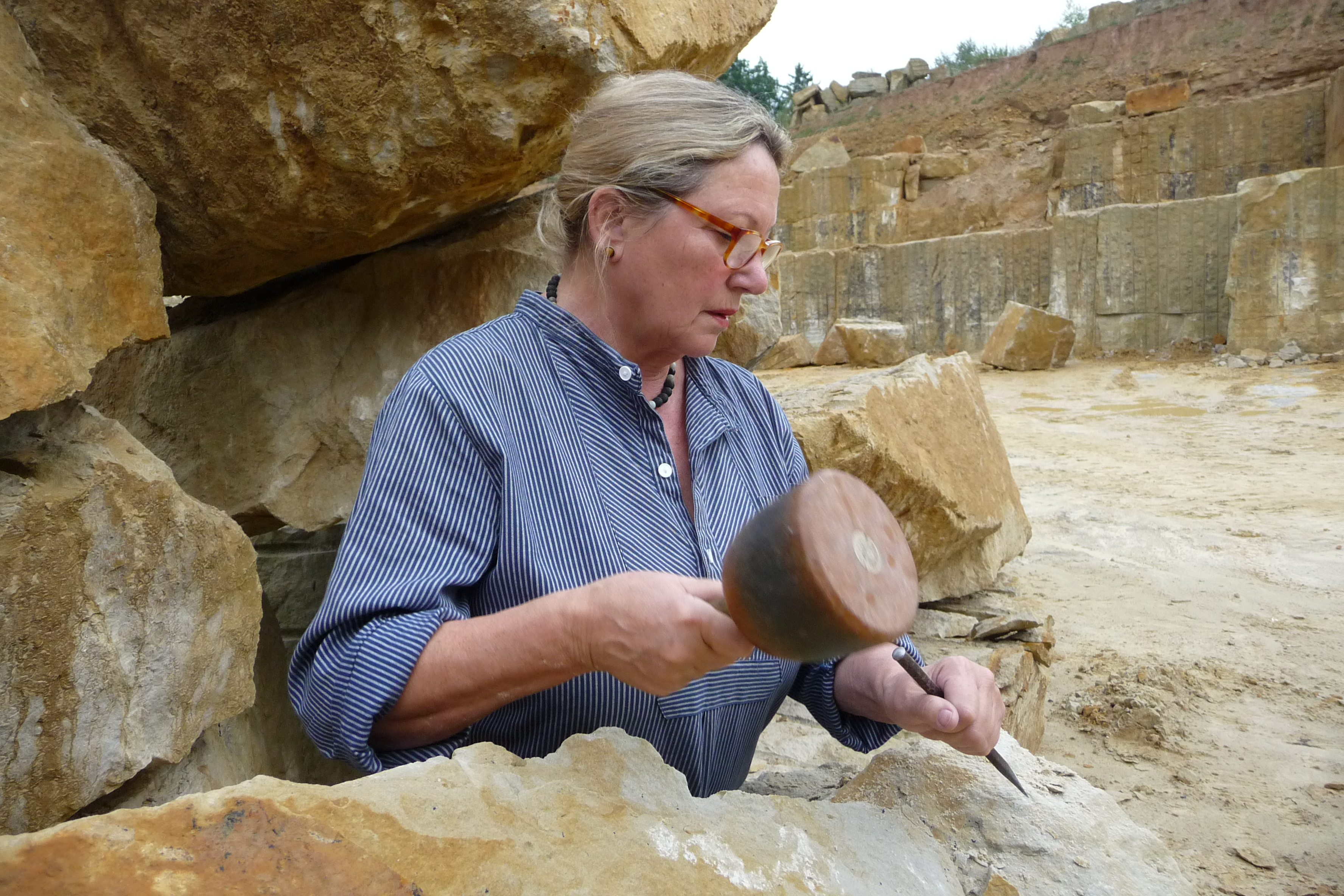
Christine Dewerny

Christine Dewerny (* 27. März 1947 in Leipzig) ist eine deutsche Bildhauerin. Zahlreiche ihrer Arbeiten sind im öffentlichen Raum an mehreren Orten Deutschlands zu finden.

## Leben und Wirken
Christine Dewerny wurde 1947 als Tochter eines Requisitenmeisters in Leipzig geboren. Sie belegte während ihrer Kascheurlehre an der Deutschen Staatsoper ein Studium an der Fachschule für Angewandte Kunst, Berlin. Von 1965 bis 1968 studierte sie an der Hochschule für Bildende Künste Dresden, Fachrichtung Theaterplastik. Wegbereiter und Lehrer waren die Bildhauer Walter Arnold und Otto Thielike. Von 1968 bis 1986 hatte sie als Theaterplastikerin Engagements an der Volksbühne Berlin und der Komischen Oper Berlin und arbeitete dort u. a. mit den Regisseuren Walter Felsenstein, Götz Friedrich und Harry Kupfer zusammen.
Seit 1986 ist Dewerny freiberufliche Bildhauerin. 1987 wurde sie in den Verband Bildender Künstler der DDR aufgenommen und wurde anschließend Mitglied im Berufsverband Bildender Künstler Berlin. Von 1990 bis 2016 war sie Dozentin für Bildhauerei und Steinsymposien an der VHS Berlin Mitte. Als Mitglied der GEDOK und Fachbeirätin für die Neuen Länder initiierte sie 1994 die GEDOK-Gruppe Brandenburg e. V.
Seit 1987 hält sie sich jährlich im Steinbruch Reinhardtsdorf zur Bildhauerei im Sandstein auf. Christine Dewerny lebt und arbeitet in Berlin und ist mit dem Musiker Reimund Dewerny verheiratet.

## Arbeiten im Öffentlichen Raum

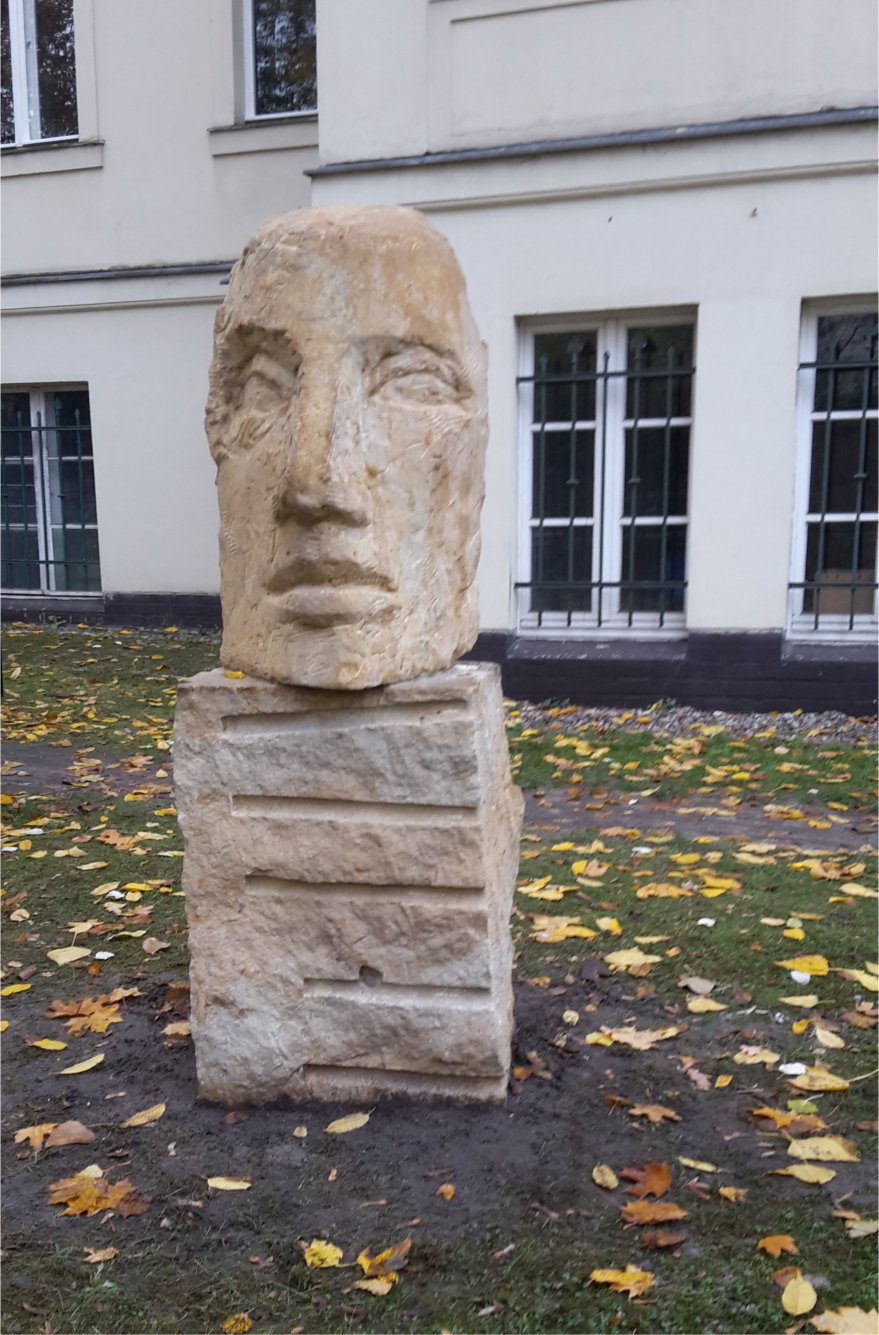
Maske der Medea, Sandstein, Ehrung für Christa Wolf, Amalienpark, Berlin, 2016

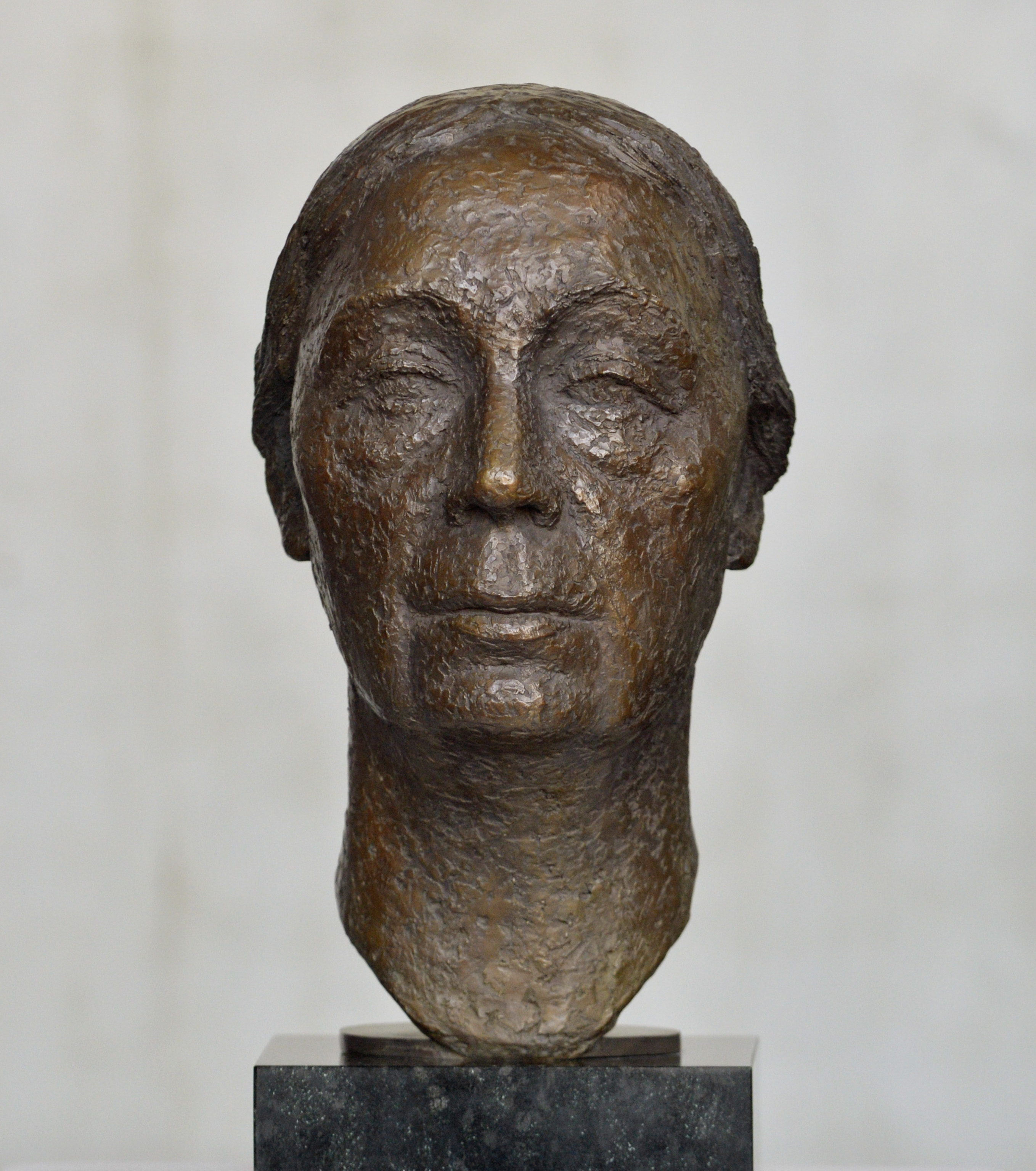
Käthe Kollwitz, Porträtbüste, Bronze, Straße der Erinnerung, Berlin, 2013

- 1989: Museum für Deutsche Geschichte, Berlin: Thomas Müntzer, Porträtstele, Bronze[2]
- 1995: Kunststation Kleinsassen, Kleinsassen: Medea, Sandstein
- 1996: Humannplatz, Berlin: Spielskulptur, Sandstein[3]
- 1997: Skulpturengarten Weißer Hirsch, Dresden: Masken, Sandstein[4]
- 2001: Seebrücke Wustrow: Swantewit, Sandstein
- 2001: Victoria-Versicherung, Berlin, seit 2017 Ergo Versicherungsgruppe, Düsseldorf: Maskenköpfe, Sandstein
- 2007: Siegfried-Matthus-Arena, Rheinsberg: Siegfried Matthus, Porträtbüste, Bronze
- 2008: Deutsche Oper Berlin: Götz Friedrich, Porträtstele, Bronze
- 2009: Stadthaus Parchim: Skulpturenstele, Sandstein
- 2010: Hochschule für Musik „Hanns Eisler“ Berlin: Hanns Eisler, Porträtstele, Bronze
- 2013: Straße der Erinnerung, Berlin: Denkmal für Käthe Kollwitz, Porträtbüste, Bronze[5][6][7][8][9]
- 2016: Amalienpark, Berlin, Ehrung für Christa Wolf: Maske der Medea, Sandstein[10][11][12][13]
- 2018: Straße der Erinnerung, Berlin: Denkmal für Helmut Kohl, Porträtbüste, Bronze[14][15][16]

## Ausstellungen (Auswahl)

### Einzelausstellungen
- 1992: „Klang-Gestalten“, Komische Oper Berlin, Berlin
- 1993: „Räumliche Variationen zur Musik“, Künstlerclub Die Möwe, Berlin
- 1998: Galerie Forum Amalienpark, Berlin
- 2000: Galerie FormArt, Daimler-Chrysler-Hochhaus/Potsdamer Platz, Berlin
- 2005: „Steinmasken & Skulpturen“, ebe art Galerie, Parchim

### Ausstellungsbeteiligungen
- 1988: Berliner Kunstausstellung, Ephraim-Palais, Berlin
- 1991: „Menschenbilder“, Palais am Festungsgraben, Berlin, mit Vera Krickhahn
- 1993: „Pendant Perdu“, Universität der Künste Berlin
- 1995: Kunststation Kleinsassen, Kleinsassen, mit Nuria Quevedo
- 1995: „Parallelen“, GEDOK - Ausstellung, Von der Heydt-Museum, Wuppertal
- 2008: Skulpturenpark „Beeldenpark“, Gees, Niederlande
- 2015: Museum Burg Schönfels, Lichtentanne, mit Manfred Pietsch
- 2016: „Christa Wolf – Kassandra Medea Leibhaftig“, Kurt-Tucholsky-Literaturmuseum, Schloss Rheinsberg, mit u. a. Carlfriedrich Claus, Günther Uecker, Wieland Förster
- 2017: „Menschenbilder“, Kunstschau Parchim 2017, Stadthalle Parchim
- 2018: „Resumee aus 33 Jahren“, Kunstscheune Barnstorf, Wustrow

## Rezeption

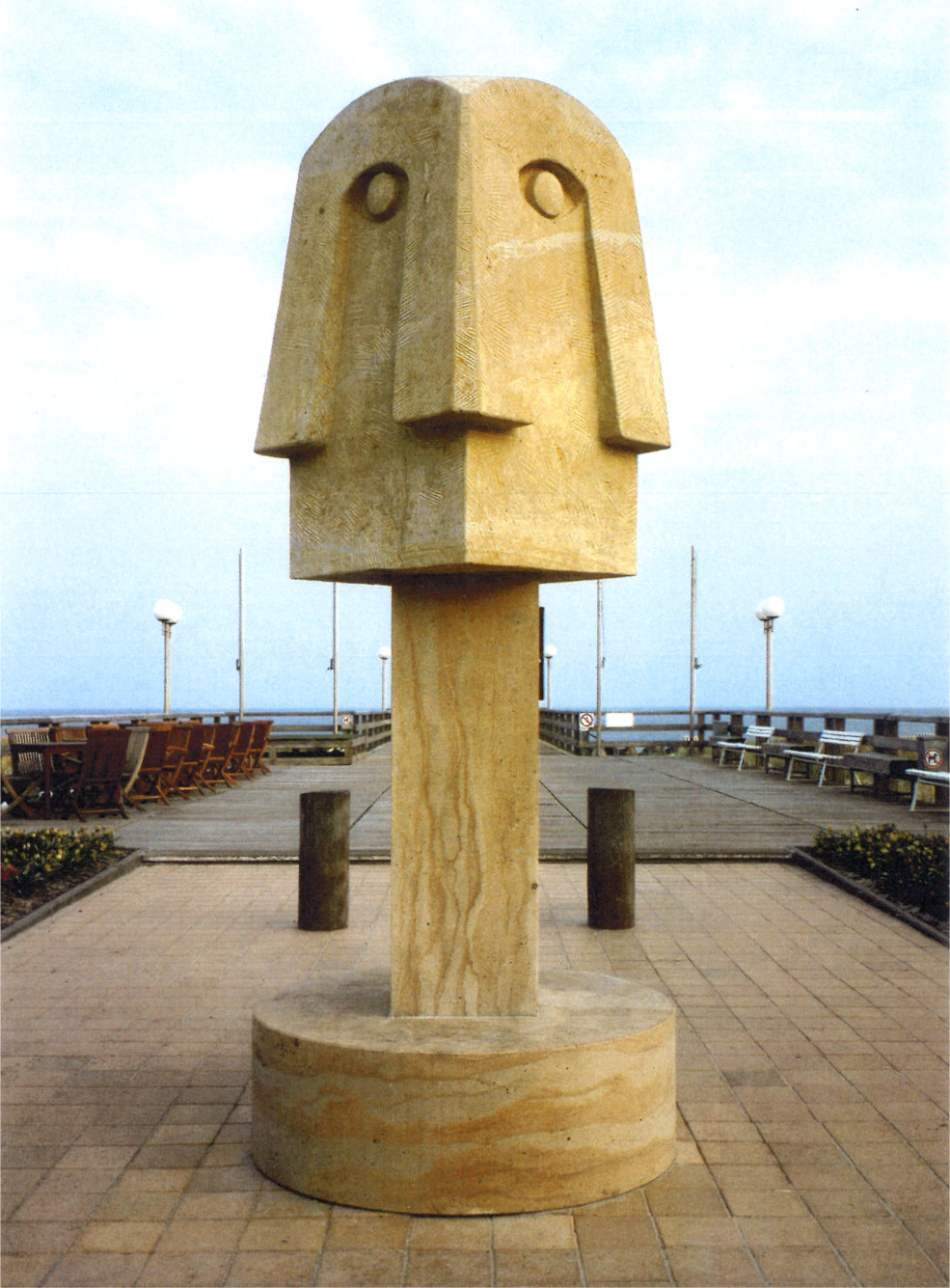
Swantewit, Reinhardtdorfer Sandstein, Seebrücke Wustrow 2001

Hartmut Behrsing und Dieter Brauer komponierten kammermusikalische Werke auf Skulpturen von Christine Dewerny. Interpreten waren Hartmut Behrsing (Klavier/Posaune), Dieter Brauer (Klavier) und Reimund Dewerny (Viola).